# 中阿友好萬里行
中阿友好萬里行是2006年为紀念中國與阿拉伯国家正式建立外交關係50周年，举行的电视采访活动，是由中國人民對外友好協會及中國阿拉伯友好協會舉辦的一系列大型慶祝活動之一。一個由10輛越野車組成的“中阿友好萬里行”車隊，於2006年10月由北京出發，經海上絲綢之路抵達阿拉伯聯合酋長國的迪拜之後，將先後訪問阿聯酋、阿曼、也門、卡塔爾、巴林、科威特、沙特阿拉伯、蘇丹、埃及、利比亞、突尼斯、阿爾及利亞、摩洛哥、約旦、敘利亞、黎巴嫩等16個阿拉伯國家，並在回程時取道土耳其、伊朗、土庫曼斯坦、烏茲別克斯坦、哈薩克斯坦等5個伊斯蘭國家回國，全程4萬公里，歷時4個月。
“中阿友好萬里行”由香港陽光衛視負責承辦。“中阿友好萬里行”車隊成員以陽光衛視及中國電視界編導隊伍為主要組成，行前並推出“走進……”電視專題片，先後專訪了所有訪問國家的駐華大使，是中國電視史上第一個以駐華大使為主提人物的電視專題片，車隊於2007年2月回國後，還將推出60集系列片——“兄弟”。